# Andy King (Fußballspieler, 1988)
Andrew Philip „Andy“ King (* 29. Oktober 1988 in Maidenhead) ist ein walisischer Fußballnationalspieler, der seit Juli 2021 bei Bristol City unter Vertrag steht.

## Vereinskarriere

### Leicester City
Der seit seinem 16. Lebensjahr bei Leicester City aktive Andy King startete seine Spielerlaufbahn am 2. Oktober 2007 in einem Heimspiel gegen die Wolverhampton Wanderers in der Football League Championship 2007/08. In der von Ian Holloway trainierten Mannschaft absolvierte er elf Ligaspiele und erzielte ein Tor. Leicester belegte am Saisonende den drittletzten Platz und stieg in die drittklassige Football League One ab. Unter dem neuen Trainer Nigel Pearson gelang dem Verein um Stammspieler Andy King (45 Spiele/9 Tore) und Toptorjäger Matty Fryatt (27 Ligatreffer) im Folgejahr eine ausgezeichnete Spielzeit. Leicester sicherte sich die Drittligameisterschaft vor Peterborough United und kehrte nach einem Jahr in die Football League Championship zurück.
Auch in der Saison 2009/10 gelang es dem Aufsteiger, seine guten Leistungen zu konservieren. Durch einen fünften Tabellenrang erreichte City das Play-off-Halbfinale gegen den Vierten Cardiff City. Nach einer 0:1-Heimniederlage und einem 3:2-Auswärtserfolg scheiterte die Mannschaft um Andy King (43 Spiele/9 Tore) im Elfmeterschießen und verpasste so den Einzug ins Finale gegen den FC Blackpool. In die Saison 2010/11 startete der Verein unter dem neuen Trainer Paulo Sousa deutlich schlechter als erwartet. Dies führte am 30. September 2010 zur Trennung von dem Portugiesen. Unter seinem Nachfolger Sven-Göran Eriksson fand Leicester auch dank Verstärkungen wie Jeffrey Bruma, Patrick van Aanholt und Yakubu Aiyegbeni wieder in die Erfolgsspur, ehe gegen Ende der Saison wieder schlechtere Resultate eintraten. Die Mannschaft erreichte lediglich den zehnten Platz und verfehlte den erneuten Play-off-Einzug deutlich. Der seit März 2011 als Mannschaftskapitän fungierende Andy King (45 Spiele/15 Tore) spielte hingegen eine ausgezeichnete Saison und wurde gemeinsam mit seinem Teamkameraden Kyle Naughton ins PFA Team of the Year der zweiten englischen Liga gewählt. 2013/14 wurde er mit Leicester Zweitligameister und stieg in die Premier League auf. Nachdem der Verein 2015 auf dem 14. Platz gelandet war, wurde er 2016 unter dem neuen Trainer Claudio Ranieri überraschend Meister.
Am 15. August 2019 wurde King für eine Saison an die Glasgow Rangers nach Schottland verliehen. Diese Ausleihe wurde Anfang Januar 2020 vorzeitig beendet, nachdem King lediglich zwei von 19 möglichen Ligaspielen für Glasgow bestritten hatte. Dazu kamen noch ein Europapokal- und zwei Liga-Pokal-Spiel. Mitte Januar 2020 wurde er erneut ausgeliehen, diesmal an Huddersfield Town.
Nach Ablauf dieser Ausleihe im Sommer 2020 wurde sein Vertrag von Leicester nicht verlängert. Nachdem King zunächst ohne Vertrag war, fand er Anfang Januar 2021 mit dem belgischen Erstdivisionär Oud-Heverlee Löwen einen neuen Verein, wo er einen Vertrag bis zum Ende der Saison 2020/21 unterschrieb. (Löwen und Leicester haben den gleichen Vereinsvorsitzenden.) King stand lediglich bei einem von 15 möglichen Ligaspielen für Löwen auf dem Platz. Im Juli 2021 wechselte er zurück nach England zu Bristol City und unterschrieb dort einen Vertrag mit einer Laufzeit von einem Jahr mit der Option der Verlängerung um ein weiteres Jahr.

## Walisische Nationalmannschaft
Auf Grund seines walisischen Großvaters erhielt der in England geborene Andy King die Spielberechtigung für die walisische Fußballnationalmannschaft. Nach Spielen für die U-19 und U-21-Auswahlmannschaften, mit der er an der Qualifikation für die U-21-Fußball-Europameisterschaft 2011 teilgenommen hatte und nur aufgrund der Auswärtstorregel im direkten Vergleich an Italien gescheiterte war, feierte er am 22. Mai 2009 in einem Freundschaftsspiel gegen Estland sein Debüt in der A-Nationalmannschaft als er in der 89. Minute eingewechselt wurde. Nach vier Spielen ohne Einsatz, bei denen er auch nur einmal auf der Bank saß, kam er am 14. Oktober 2009 im letzten Spiel der Qualifikation für die WM 2010 gegen Liechtenstein, nachdem das Tor zum 2:0-Endstand gefallen war zu einem zehnminütigen Kurzeinsatz. Die Waliser hatten da aber schon keine Chance mehr sich für die WM zu qualifizieren. Einen Monat später hatte er beim 3:0 im Freundschaftsspiel gegen Schottland erneut einen Kurzeinsatz von zehn Minuten.
Sein erster Treffer für Wales gelang ihm in seinem vierten Spiel am 11. August 2010 in einem Freundschaftsspiel gegen Luxemburg, nachdem er diesmal bereits zur zweiten Halbzeit eingewechselt wurde. Nachdem er zuvor immer nur eingewechselt wurde, stand er am 12. Oktober 2010 beim 1:4 gegen die Schweiz im Qualifikationsspiel zur Euro 2012 erstmals in der Startelf. Er spielte dabei über 90 Minuten, erhielt aber nach grobem Foulspiel bereits in der siebten Minute die Gelbe Karte –  eine Minute später fiel dann das 1:0 für die Schweiz. Insgesamt kam er in der EM-Qualifikation nur zu vier Einsätzen und als Vierte scheiterten die Waliser.
In der Qualifikation für die WM 2014, bei der die Waliser nur Fünfte wurden, kam er in acht von zehn Spielen zum Einsatz. Dabei spielte er aber nur in den beiden letzten Spielen, als die Waliser schon keine Chance mehr hatten sich zu qualifizieren, über jeweils 90 Minuten. Besser lief es für Wales in der Qualifikation zur Euro 2016. Er kam allerdings in der erstmals erfolgreich absolvierten EM-Qualifikation nur zu sechs Einsätzen. Zweimal musste er zwangsweise pausieren, denn am 13. Oktober 2014 erhielt er beim Qualifikationsspiel zur Euro 2016 gegen Zypern zwei Minuten nach der Halbzeitpause vom deutschen Schiedsrichter Manuel Gräfe die Rote Karte. Seine Mitspieler konnten das Spiel, das zu dem Zeitpunkt 2:1 für die Waliser stand aber in Unterzahl über die Zeit bringen.
Nachdem er verletzungsbedingt zwei Testspiele im März 2016 verpasst hatte, wurde er nach auskurierter Muskelverletzung in das walisische Aufgebot für die Fußball-Europameisterschaft 2016 in Frankreich aufgenommen. Seinen ersten Einsatz erhielt er im dritten Gruppenspiel gegen die russische Auswahl, als er bei einer 3:0-Führung in der 76. Minute für Joe Ledley eingewechselt wurde. Im Viertelfinale kam er zum zweiten Mal ins Spiel, als es einen 2:1-Vorsprung gegen Belgien durch die Schlussviertelstunde zu bringen galt. Sein Team erzielte noch das 3:1 und zog ins Halbfinale ein. Dort rückte er dann für den Gelb-gesperrten Aaron Ramsey in die Startelf gegen Portugal. Das Spiel ging mit 0:2 verloren und das Team schied aus.

## Erfolge
- Zweitligameister 2013/14
- Englischer Meister: 2015/16